# Front de gauche
Front de gauche (Frans voor 'links front') was een Franse verkiezingscoalitie van 2008 tot 2018. 
Front de gauche werd opgericht om deel te nemen aan de Europese verkiezingen van 2009 en nadien aan de regionale verkiezingen van 2010 en 2015 en de presidentsverkiezingen van 2012. Ze bestond uit de Franse Communistische Partij, de Parti de Gauche en enkele kleinere partijen. Voor de presidentsverkiezingen van 2017 kwam het kartel niet meer op. Wel werd La France insoumise opgericht onder leiding van Jean-Luc Mélenchon, die in 2012 nog presidentskandidaat was voor het Front de gauche. In 2018 werd de coalitie opgeheven.
In 2022 bereikten de linkse partijen een nieuw akkoord om samen op te komen in de parlementsverkiezingen van 12 juni 2022, de Nouvelle Union populaire écologique et sociale.
Samenstelling per 27 juli 2019 
 De deelnemende partijen met de meeste zetels worden genoemd, alleen de partijen met een enkele zetel binnen de fractie ontbreken.